# فلوید سیمونز
فلوید سیمونز (انگلیسی: Floyd Simmons؛ ۱۰ آوریل ۱۹۲۳ – ۱ آوریل ۲۰۰۸) یک هنرپیشه اهل ایالات متحده آمریکا بود.
از فیلم‌ها یا برنامه‌های تلویزیونی که وی در آن نقش داشته‌است می‌توان به لباس پاره‌پوره اشاره کرد.